# Relevo de la Antorcha de los Derechos Humanos
El Relevo de la Antorcha de los Derechos Humanos o Antorcha Olímpica Alternativa de los Derechos Humanos es un movimiento creado por la Coalición para Investigar los Crímenes contra Falun Gong (CIPFG), con el objetivo de alentar a la comunidad internacional a impedir el uso del honor olímpico por parte del Partido Comunista Chino para encubrir los crímenes de lesa humanidad de los que le acusan organizaciones de derechos humanos como Human Rights Watch, Amnistía Internacional, Reporteros Sin Fronteras, Free Tíbet y la Comisión de Derechos Humanos de las Naciones Unidas.
El lema principal del Relevo de la Antorcha es “Las Olimpiadas y los crímenes contra la humanidad no pueden coexistir en China”. Desde el inicio de la campaña en junio del 2007, los organizadores han adherido a muchos funcionarios de gobierno, atletas olímpicos, personalidades y ciudadanos en general a elevar sus peticiones de justicia hacia el régimen chino. A pesar de ser organizada por una ONG enfocada en estudiar la situación de Falun Gong, la Antorcha de los Derechos Humanos se encuentra desligada de connotaciones religiosas, políticas o étnicas, como la independencia de Taiwán o la independencia tibetana. El único mensaje posible es promover el respeto por los Derechos Humanos.
La antorcha física de la campaña realiza un recorrido mundial por ciudades claves, acompañada de eventos deportivos, discursos, conferencias de prensa y espectáculos culturales. En 9 de agosto de 2007 se inauguró su ruta en Atenas, Grecia, desde donde partió hacia distintas localidades europeas. El siguiente continente visitado fue Oceanía, desde donde partirá hacia Sudamérica (con escala en Israel), continuando por Norteamérica y culminando nuevamente en Asia.

## Historia
El 8 de junio del 2007, la CIPFG envió una carta formal a los líderes chinos solicitando el permiso de ingreso a China de la CIPFG para investigar la situación de Falun Gong y los alegatos de sustracción forzada de órganos realizados sobre los practicantes detenidos. Dado la ausencia de respuesta por parte del régimen chino, la CIPFG lanzó la campaña de relevo de la antorcha, convocando a todos aquellos gobiernos, ONG, y ciudadanos del mundo que quieran participar en la campaña.
El recorrido de la Antorcha fue planificado de modo que recorriera todo el mundo, culminando en Asia. Por motivos obvios, el país clave al que la antorcha no se le permitirá ingresar es a China. 

## Personalidades
Entre los funcionarios solidarios al relevo de la antorcha se encuentran Vaclav Havel, expresidente de la República Checa, David Kilgour, ex secretario de Estado de Canadá para la Región Asia Pacífico, Goran Lindblad, Vicepresidente de la Asamblea Parlamentaria del Consejo de Europa y otros.
Algunos de los deportistas olímpicos que apoyan el relevo son Martins Rubenis, medallista de bronce de los Juegos Olímpicos de Invierno de 2006, Huang Xiaomin nadadora estilo pecho, medallista olímpica de plata en Seúl 1988 y Jan Becker, nadador olímpico de Australia, entre otros.
Algunos de los artistas reconocidos que han dado su apoyo a la antorcha de los derechos humanos son los Hermanos Dardennes, ganadores del Festival Internacional de Cine de Cannes y dos veces ganadores de la Palma de Oro, 1999 y 2005, Christian Benda, violonchelista rumano, el cantante Demien López y el actor Hugo Arana por Argentina e Indira Saravia, cantante mexicana y compositora de una de las canciones alternativas para el evento del relevo de la antorcha.

## Recorrido
Las localidades visitadas por la antorcha son:
En Europa
Oct 17: Londres, Inglaterra 
Oct 17: Dublín, Irlanda 
Oct 16: Helsinki, Finlandia 
Oct 14: Estocolmo, Suecia 
Oct 13: Oslo, Noruega 
Oct 8: Gotemburgo, Suecia 
Oct 7: Malmö, Suecia 
Oct 6: Copenhague, Dinamarca 
Oct 3-4: Den Haag/Ámsterdam, Holanda 
Sept 28-Oct 2: Bruselas/Antwerp/Ostend, Bélgica 
Sept 27: Riga, Letonia 
Sept 25: Siauliai, Lituania 
Sept 24: Kaunas/Vilnius, Lituania 
Sept 16: París, Francia 
Sept 15: Ginebra/Lausana, Suiza 
Sept 14: Bratislava, Eslovaquia 
Sept 11: Viena, Austria 
Sept 10: Timisoara, Rumania 
Sept 5: Praga, Rep. Checa 
Ago 25: Múnich, Alemania 
Ago 19: Berlín, Alemania 
Ago 9: Atenas, Grecia

En Oceanía
Dic 31 y Ene 1: Gisborne, Nueva Zelanda 
Dic 30: Napier, Nueva Zelanda 
Dic 27: Nelson, Nueva Zelanda 
Dic 24 y 25: Mt. Cook, Nueva Zelanda 
Dic 23: Queenstown/Wanaka, Nueva Zelanda 
Dic 22: Dunedin/Invercargill, Nueva Zelanda 
Dic 21: Christchurch, Nueva Zelanda 
Dic 20: Picton, Kaikoura, Nueva Zelanda 
Dic 19: Upper & Lower Hutt/Wellington, Nueva Zelanda 
Dic 18: North Palmerston, Nueva Zelanda 
Dic 17: Rotorua, Nueva Zelanda 
Dic 16: Auckland/Hamilton, Nueva Zelanda 
Dic 15: Newcastle/The Entrence NSW, Australia 
Dic 14: Batlow, NSW, Australia 
Dic 13: Nimmitable; Bombala NSW, Australia 
Dic 13: Maitland, NSW, Australia 
Dic 12: Bowral/Mittagong; Goulburn, NSW, Australia 
Dic 12: Campbelltown, NSW, Australia 
Dic 11: Canberra, Australia 
Dic 9: Perth, Australia 
Dic 6 & 8: Freemantle, Australia 
Dic 3 & 4: Adelaida, Australia 
Nov 16 & 17: Melbourne, Australia 
Nov 15: Darwin, Australia 
Nov 13: Alice Springs, Australia 
Nov 10: Cairns, Australia 
Nov 4: Sunshine Coast, Australia 
Nov 3: Brisbane, Australia 
Oct 27: Sídney, Australia 

En Asia
Ene 4: Indonesia 
Ene 20: Sri Lanka 
Ene 26: India

En Medio Oriente
Feb 19: Israel

En Sudamérica
Mar 20: Sao Paulo - Río de Janeiro
Mar 27: Buenos Aires, Argentina
Mar 29: Santiago del Estero, Argentina
Mar 30: Tucumán, Argentina
Chile (sin fecha)
Perú (sin fecha)

En Norteamérica
Ene 1: Pasadena, California, EE. UU.
Mar 29: Massachusetts, Estados Unidos
Mar 17: México DF
May 4: Canadá

En Asia
May 26: Malasia 
Jun 2: Taiwán 
Jun 17: Japón 
Jul 2: Corea

## Canción de la Antorcha de los Derechos Humanos
En el 2008, se creó una canción oficial para acompañar los eventos relacionados con el relevo de la antorcha. Su letra proclama:
La sagrada llama de las Olimpiadas se enciende desde el Monte Olimpo
La bandera olímpica, una corona de ramas de olivo
Cooperación, trabajo en equipo, hermandad y amistad
Honor, gloria y dedicación
Paz y justicia
Libertad y derechos humanos
Cielo y Tierra, montañas y mares
El espíritu se eleva y el corazón llama
Que la consagrada bandera olímpica
Esté por siempre en lo alto
Olimpiadas de Beijing
Año 2008
El olor de la sangre se siente en el aire
80 millones de fantasmas pavimentaron la prosperidad
La sangre y lágrimas de cientos de millones engendraron palacios extravagantes
Detengan la persecución
Devuélvannos los derechos
Las cadenas no pueden remplazar la corona olímpica
Permitan que la antorcha de los derechos humanos
Ilumine al mundo entero
La sangre no puede manchar la pureza y lo sagrado de las Olimpíadas
Limpien las manchas de sangre y la suciedad
Que la Antorcha de los Derechos Humanos con libertad, paz y justicia ilumine al mundo eternamente.